# Marvel Cinematic Universe

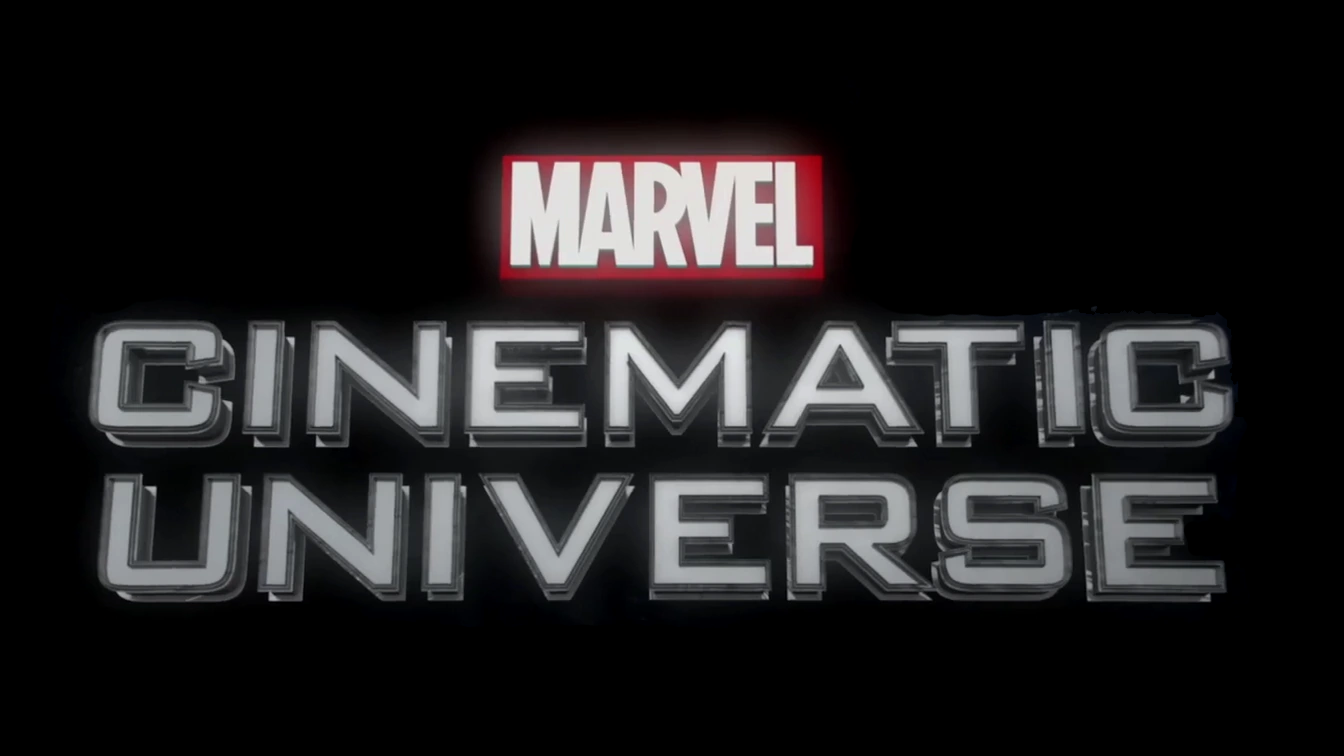
Logo ufficiale del franchise

Il Marvel Cinematic Universe (MCU), talvolta chiamato Universo Cinematografico Marvel (UCM), è un media franchise statunitense incentrato su una serie di film di supereroi, tutti ambientati in un universo condiviso, prodotti dai Marvel Studios e basati sui personaggi che appaiono nelle pubblicazioni di Marvel Comics. Il franchise comprende inoltre serie televisive, serie animate, cortometraggi, serie digitali e fumetti.
Le prime tre fasi sono note come la "Saga dell'infinito" (Infinity Saga), mentre le successive tre fasi sono conosciute come la "Saga del multiverso" (Multiverse Saga), le quali includono inoltre numerose serie televisive prodotte per Disney+. I cortometraggi Marvel One-Shots sono parte integrante delle prime tre fasi, ognuno nella fase rispettiva del film con cui sono stati pubblicati.
Marvel Television ha espanso ulteriormente il franchise, prima sulla televisione terrestre con Agents of S.H.I.E.L.D., che ha debuttato sulla ABC nel 2013, poi sui servizi di video on demand con Daredevil su Netflix nel 2015, Runaways su Hulu nel 2017 e infine sulla televisione via cavo con Cloak & Dagger su Freeform nel 2018. Marvel Television ha inoltre prodotto la webserie Agents of S.H.I.E.L.D.: Slingshot. Il MCU comprende anche fumetti tie-in distribuiti dalla Marvel Comics e diverse campagne virali realizzate dai Marvel Studios per promuovere i propri film.
Il franchise è considerato uno dei più importanti universi multimediali e uno dei più grandi successi commerciali di sempre, ed è servito di ispirazione ad altri studios cinematografici e televisivi nella creazione di universi condivisi simili. Il MCU è stato utilizzato anche in altri media, tra cui attrazioni ed esposizioni a Disneyland Resort e Times Square, speciali televisivi, videogiochi e spot televisivi.

## Sviluppo

### Cinema
(Kevin Feige, Presidente dei Marvel Studios, sul creare un universo condiviso.)
Nel 2005 la Marvel Entertainment ha cominciato a considerare di produrre in modo indipendente i propri film e di distribuirli attraverso la Paramount Pictures. Lo studio aveva precedentemente co-prodotto diversi film di supereroi insieme alla Columbia Pictures, alla New Line Cinema e ad altri studios, compreso un accordo di sette anni con la 20th Century Fox. La Marvel infatti aveva ricevuto un profitto relativamente piccolo da questi accordi con gli altri studios per i diritti di sfruttamento dei suoi personaggi e ha deciso quindi di voler maggior controllo creativo sui propri progetti. Avi Arad, presidente della divisione cinematografica della Marvel, era rimasto soddisfatto dalla trilogia di Spider-Man di Sam Raimi alla Sony Pictures, ma meno soddisfatto delle altre collaborazioni. Di conseguenza è stato deciso di creare i Marvel Studios, la prima major indipendente di Hollywood dopo la DreamWorks.
Il secondo in comando di Arad, Kevin Feige, si è reso conto che, pur non avendo i diritti cinematografici dell'Uomo Ragno e degli X-Men (rispettivamente in mano alla Columbia e alla Fox), la Marvel aveva comunque il controllo di Capitan America, Iron Man, Thor, Hulk e Ant-Man, ovvero dei membri principali dei Vendicatori. Il piano di Feige era di creare un universo condiviso come quello creato da Stan Lee e Jack Kirby nei fumetti negli anni sessanta. Per raccogliere fondi, lo studio ha ottenuto un finanziamento di 525 milioni di dollari per sette anni da Merrill Lynch. Il piano della Marvel era di realizzare film con protagonisti i singoli supereroi e di unirli poi in un film, realizzando un crossover tra le diverse pellicole; Arad, che era dubbioso riguardo a questa strategia, si è dimesso l'anno seguente.
Nel 2007, all'età di trentatré anni, Feige è stato nominato presidente dello studio. Per preservare la loro integrità artistica, i Marvel Studios hanno formato un comitato creativo di sei persone composto da Feige, dal co-presidente dei Marvel Studios Louis D'Esposito, dal direttore operativo di Marvel Comics Dan Buckley, dal direttore creativo della Marvel Joe Quesada, dallo scrittore Brian Michael Bendis e dal presidente di Marvel Entertainment Alan Fine. Feige ha utilizzato inizialmente il termine "Marvel Cinema Universe" per indicare la continuità narrativa tra le pellicole, ma il termine ufficiale è diventato presto "Marvel Cinematic Universe". All'interno del multiverso Marvel, composto da numerosi universi alternativi fittizi, il MCU è stato designato come Terra-199999.

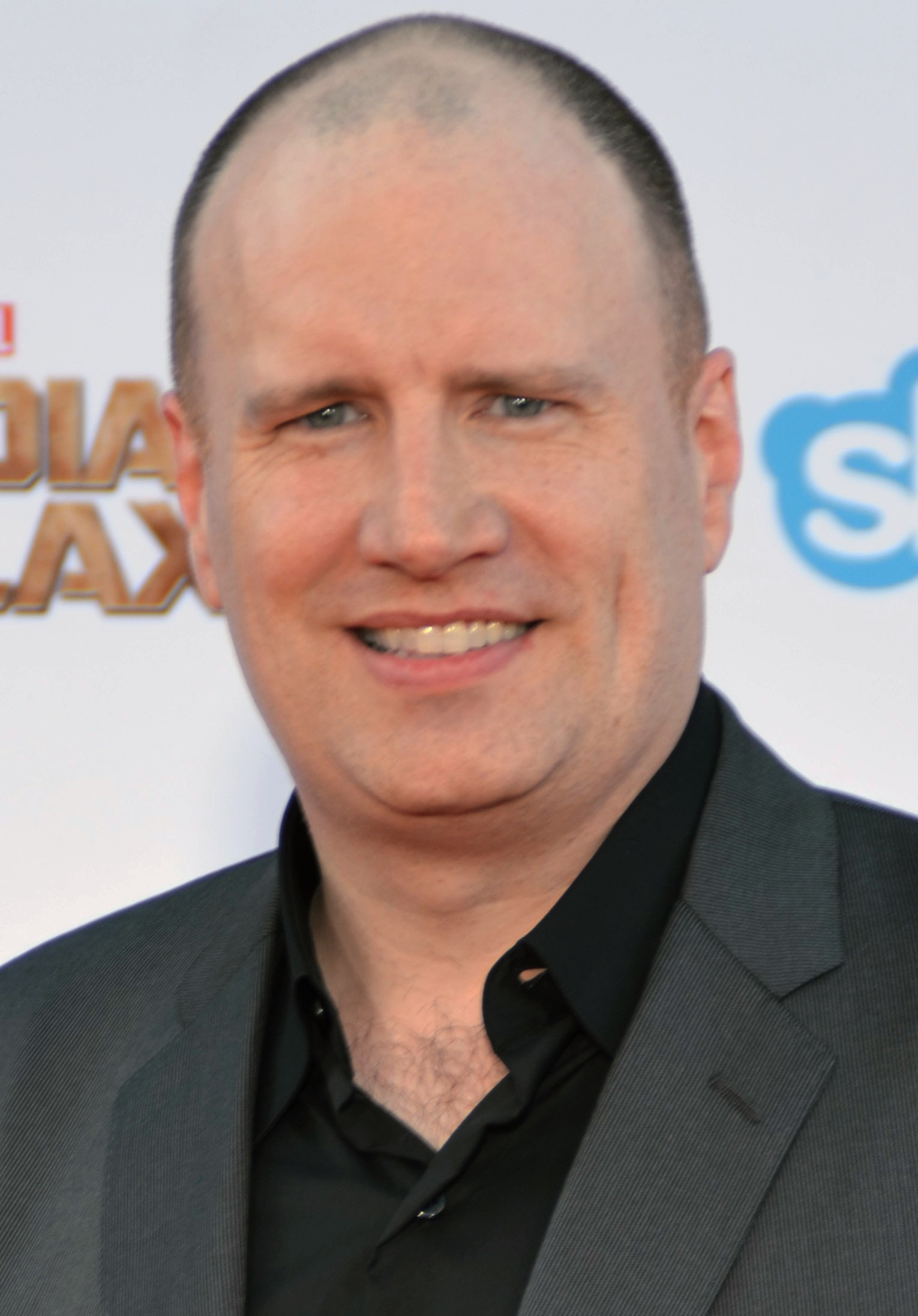
Kevin Feige, presidente dei Marvel Studios

Nel novembre 2013 Feige ha affermato che "in un mondo ideale" si dovrebbe distribuire ogni anno un film basato su un personaggio già esistente e un altro con un nuovo personaggio. Tuttavia questo "giusto ritmo" non è una realtà, come è evidente dall'uscita nello stesso anno di Iron Man 3 e Thor: The Dark World, ma è un "qualcosa a cui puntare". Nel luglio 2014 Feige è tornato sull'argomento, affermando che "Non so se seguiremo quel modello ogni anno, ma faremo sicuramente così nel 2014 e nel 2015. Per cui penso sia divertente continuare in questo modo. Non so se faremo sempre così ma, come linea guida generale, penso sarebbe divertente". Nel febbraio 2014 Feige ha affermato che i Marvel Studios vogliono riprendere il "ritmo" dei fumetti Marvel, con i personaggi che appaiono nei loro film e poi si uniscono insieme, come "un grande evento o un fumetto crossover", con i film dei Vendicatori a fare da cardine.
Nel 2014 i Marvel Studios hanno fissato le date di uscita di diversi film fino al 2019, e Feige ha spiegato: "Se si va a vedere alcune delle date, si nota che in alcuni di quegli anni avremo tre film. Di nuovo, non perché c'è un calcolatore che ci dice di farne tre, di fare più di due film all'anno, ma perché è un motivo di struttura: si tratta di gestire un franchise già esistente, di film in film, e quando abbiamo un progetto pronto ad andare, perché aspettare quattro anni solo perché non abbiamo una data? Preferiamo trovare una soluzione per continuare a far andare il tutto". Dopo che nell'ottobre 2014 sono stati rivelati i titoli dei film fino al 2019, Feige ha detto che "lo studio sta lavorando al massimo in questo momento... cosa che ci ha tranquillizzati per la prima volta... aumentare a tre film all'anno [nel 2017 e nel 2018] invece di due, ma senza cambiare il nostro metodo di lavoro".
Riguardo all'aumentare il numero dei personaggi e a fare in modo che i singoli film funzionino a sé stanti, Feige ha spiegato: "Si tratta di insegnare agli spettatori la nozione che questi personaggi esistono separatamente, si uniscono per uno specifico evento e poi tornano nei loro mondi. Esattamente come i lettori di fumetti fanno da decenni... le persone accetteranno che ci sono delle occasioni in cui si uniscono e altre in cui non lo fanno". Nell'aprile 2014 Feige ha rivelato che il progetto dell'Ant-Man di Edgar Wright nel 2006 ha aiutato a creare i primi film del MCU, spiegando che "in tutta sincerità, abbiamo cambiato alcune cose del MCU in modo da accomodare questa versione di Ant-Man. Sapere quel che volevamo fare con Edgar e con Ant-Man, anni e anni fa, ci ha aiutato a stabilire ciò che abbiamo fatto con la prima formazione degli Avengers".
Nell'ottobre 2014 la Marvel ha organizzato un evento per annunciare i titoli dei film della "Fase Tre". L'evento, che è stato paragonato al Worldwide Developers Conference di Apple, è stato fatto quando tutte le informazioni erano pronte. Feige ha spiegato: "Volevamo farlo al San Diego Comic-Con International [a luglio]. Le cose non erano pronte... alcune settimane prima del Comic-Con ci siamo resi conto che non avremmo potuto annunciare tutto quello che volevamo, e ci siamo detti 'facciamo qualcosa che non facciamo da tanto tempo, o qualcosa che non abbiamo mai fatto'. Ovvero un evento del genere, solo per annunciare quello che avevamo di pronto. Pensavo sarebbe stato all'inizio di agosto, o metà settembre, e invece è finito per essere [alla fine di ottobre]".
Nell'agosto 2015 i Marvel Studios sono stati integrati nei Walt Disney Studios, ed è stato riportato che Feige avrebbe risposto direttamente al presidente dei Walt Disney Studios Alan F. Horn invece che al CEO della Marvel Entertainment Isaac Perlmutter. È stato inoltre riportato che il ruolo del comitato creativo della Marvel era stato ridimensionato, nonostante avrebbe continuato a supervisionare le produzioni di Marvel Animation e Marvel Television. Tutte le decisioni chiave sarebbero state prese da Feige, Louis D'Esposito e Victoria Alonso. Nell'aprile 2016, parlando della "Fase Quattro" dell'universo Marvel, Feige ha affermato: "Penso che ci sarà un atto conclusivo della "Fase Tre", così come ci saranno nuovi inizi che segneranno un capitolo diverso in modo molto particolare, rispetto a quella che un giorno sarà una prima saga completa composta da tre fasi".

#### Diritti di distribuzione
Nel corso del tempo i diritti cinematografici dei film dei Marvel Studios sono stati in mano a diverse case di distribuzione. Nel novembre 2006 gli Universal Studios hanno annunciato che avrebbero distribuito L'incredibile Hulk grazie a un accordo fatto con la Marvel nel 2005; la Marvel aveva inoltre già firmato un accordo con la Paramount Pictures per la distribuzione degli altri film. Nel settembre 2008, dopo il successo di Iron Man, la Paramount ha firmato un accordo per distribuire Iron Man 2, Iron Man 3, Thor, Captain America - Il primo Vendicatore e The Avengers.
Nel dicembre 2009 la Walt Disney Company ha acquistato la Marvel Entertainment per 4 miliardi di dollari. Nell'ottobre 2010 i Walt Disney Studios hanno acquistato i diritti di distribuzione di The Avengers e Iron Man 3 dalla Paramount Pictures, il cui logo appare però all'inizio dei film e nel materiale promozionale; tuttavia nei titoli di coda i Walt Disney Studios Motion Pictures Group sono l'unico studio accreditato. Da allora la Disney ha distribuito tutti i film dei Marvel Studios, ad eccezione dei film di Spider-Man. Nel luglio 2013 la Disney ha acquistato i diritti di distribuzione di Iron Man, Iron Man 2, Thor e Captain America – Il primo Vendicatore dalla Paramount. L'incredibile Hulk non è stato compreso a causa di un accordo tra la Marvel e la Universal che dava a quest'ultima i diritti di distribuzione del film e di ogni film futuro di Hulk.
Nel febbraio 2015 la Sony Pictures e i Marvel Studios hanno annunciato un accordo che avrebbe permesso a Spider-Man di apparire nel Marvel Cinematic Universe. I Marvel Studios hanno cominciato inoltre a esplorare altre opportunità per integrare altri personaggi del MCU nei futuri film di Spider-Man finanziati, distribuiti e controllati dalla Sony Pictures. Nell'agosto del 2019 è stato annunciato che non è stato rinnovato l'accordo tra Sony e Marvel, per divergenze finanziarie, ma circa un mese dopo è stato raggiunto un nuovo accordo e annunciato un terzo film del MCU con Spider-Man protagonista, Spider-Man: No Way Home.

### Televisione

#### Trasmissione
(Jeffrey Bell, produttore esecutivo di Agents of S.H.I.E.L.D., spiegando il processo di lavoro nel MCU.)

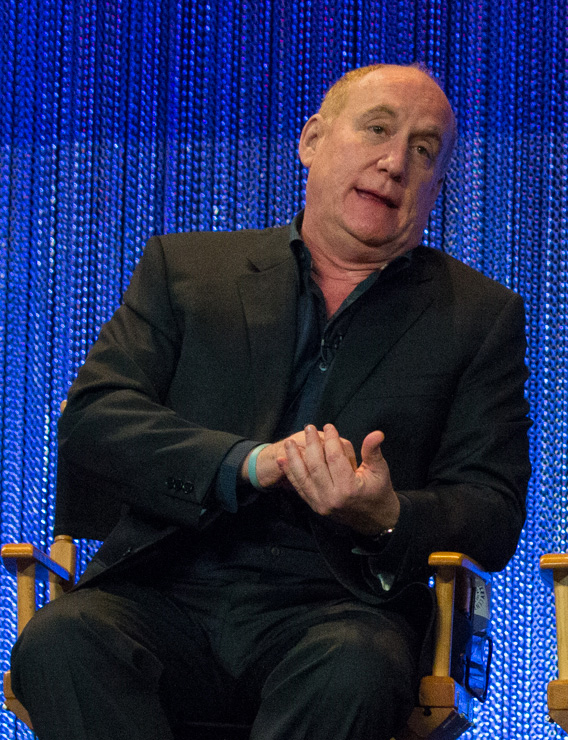
Jeph Loeb, presidente di Marvel Television

Nel giugno 2010 è stata creata la divisione Marvel Television con a capo Jeph Loeb. Nel luglio 2012 la Marvel ha cominciato a considerare di espandere il MCU in televisione dopo il successo di The Avengers, e ha iniziato a sviluppare insieme a Joss Whedon la serie S.H.I.E.L.D.; la serie è stata in seguito re-intitolata Agents of S.H.I.E.L.D., Nel gennaio 2014 la ABC ha annunciato uno spin-off di Agents of S.H.I.E.L.D., Agent Carter, e nell'ottobre 2015 la ABC ha ordinato il put pilot per una sitcom intitolata Damage Control. Jed Whedon, produttore esecutivo di Agents of S.H.I.E.L.D., ha affermato che la serie lavora in parallelo ai film: "Il nostro piano è di inserirci tra un film e l'altro e cercare di renderla un'esperienza gratificante per entrambe le parti". Jeffrey Bell, collega di Whedon, ha rivelato che i produttori e gli sceneggiatori della serie possono leggere in anticipo le sceneggiature dei prossimi film del MCU in modo da sapere cosa accadrà, e in tal modo hanno potuto creare sin dall'inizio un piano generale fino alla terza stagione.
Nel maggio 2016, dopo la cancellazione di Agent Carter, la presidente della ABC Entertainment Channing Dungey ha affermato che la ABC e la Marvel avrebbero continuato a collaborare per serie televisive che "siano di beneficio a entrambe le aziende". Nel novembre 2016 la Marvel e la IMAX Corporation hanno annunciato un accordo per realizzare la serie Inhumans, basata sui personaggi degli Inumani. È stato annunciato che i primi due episodi della serie sarebbero stati girati interamente in formato IMAX e distribuiti nei cinema IMAX per due settimane a inizio settembre 2017. L'accordo è stato proposto da IMAX alla Marvel dopo il successo ottenuto l'anno precedente dalla proiezione in IMAX della serie televisiva Il Trono di Spade.
Ben Sherwood, presidente del Disney–ABC Television Group, ha affermato che l'accordo con IMAX rappresenta "una quadruplice vittoria: una vittoria per IMAX, una vittoria per la Marvel, una vittoria per gli ABC Studios e una vittoria per la ABC, che può lanciare uno show in maniera innovativa e catturare così l'attenzione del pubblico". Sherwood ha aggiunto inoltre che la ABC e la Marvel avevano collaborato per trovare la giusta data di debutto in IMAX della serie, rivelando anche che la ABC aveva lavorato "molto attentamente" con i Marvel Studios per fare in modo che il debutto in IMAX della serie non sarebbe andato a interferire con le uscite cinematografiche del MCU. Tuttavia Inhumans è stata cancellata subito dopo il suo debutto con la prima stagione, a differenza di Agents of S.H.I.E.L.D. che, a sorpresa, è stata rinnovata per una sesta stagione di 13 episodi, nei quali la squadra speciale è coinvolta in eventi successivi ad Avengers: Infinity War.

#### Streaming online
Nell'ottobre 2013 è stato riportato che la Marvel era al lavoro su quattro serie televisive e una miniserie (per un totale di 60 episodi) da realizzare con un servizio di video on demand o un fornitore di prodotti via cavo, con Netflix, Amazon e WGN America interessati al progetto. Alcune settimane dopo, la Marvel e la Disney hanno annunciato di aver concluso un accordo con Netflix per trasmettere delle serie televisive su Daredevil, Jessica Jones, Pugno d'acciaio e Luke Cage e una miniserie sui Difensori. Il CEO della Disney Bob Iger ha spiegato di aver scelto Netflix come piattaforma di streaming "dopo che la Disney si è accorta che poteva usare il servizio di streaming come modo per aumentare la popolarità dei personaggi". Ha aggiunto inoltre che se i personaggi dovessero risultare popolari sarebbero potuti apparire sul grande schermo.
Nell'ottobre 2014, Feige ha confermato che esisteva una forte possibilità di vedere i personaggi delle serie di Netflix apparire in Avengers: Infinity War. Nel settembre 2015 Feige, parlando dei possibili riferimenti alle serie televisive nei film, ha affermato: "Penso sia inevitabile alla fine […] i programmi di lavoro non sempre combaciano per renderlo possibile. Per le serie è più facile. Sono più agili e svelti e producono molto più rapidamente di noi, ed è uno dei motivi principali per cui vedete le ripercussioni di Winter Soldier o Age of Ultron nello show... quando noi iniziamo un film, loro sono già a metà stagione. Quando il nostro film esce, loro stanno già programmando la stagione successiva. Per cui trovare il periodo giusto non è sempre facile". Nel luglio 2016 Loeb ha parlato dell'argomento, ribadendo il problema della pianificazione: "Se sto girando una serie televisiva che va avanti per sei-otto mesi, come posso fare in modo che un attore della serie sia disponibile per un film?". Loeb ha fatto notare che questo non sarebbe un problema se si trattasse di piccole apparizioni cameo, ma ha spiegato che la Marvel non è interessata a cameo ed easter egg solo per fare un piacere ai fan, cosa che potrebbe far distrarre dalla storia che si sta raccontando".
Nel gennaio 2016, il CCO di Netflix Ted Sarandos ha parlato della programmazione delle serie di Netflix, spiegando che "sono prodotte come se fossero delle produzioni cinematografiche, quindi ci sono lunghi periodi di lavorazione. In alcuni casi, quando avvengono dei crossover, diventa più difficile gestire la produzione. Non è un obiettivo far uscire più di una-due serie l'anno […] quella davvero difficile è The Defenders. Il suo piano di lavorazione determinerà molte scelte riguardo all'uscite delle nuove stagioni delle altre serie". In seguito Sarandos ha spiegato che Netflix avrebbe voluto diminuire i tempi di attesa tra le stagioni delle serie Marvel, ma che avrebbe sempre messo la qualità della serie prima della quantità di pubblicazioni all'anno. Inoltre ha affermato che Netflix era aperta a esplorare il MCU oltre la serie The Defenders, inclusi possibili crossover con le serie della ABC.
Nell'agosto 2016 la Marvel Television ha annunciato una partnership con il servizio on demand Hulu per produrre Runaways, basata sugli omonimi personaggi. Nel luglio 2017 Loeb ha commentato che, nonostante sia ambientata nel MCU, la serie non avrebbe avuto molto riferimenti agli altri prodotti del franchise, in modo da potersi concentrare sui personaggi.

#### Televisione via cavo
Nell'aprile 2016 Marvel Television ha annunciato una nuova serie per Freeform, Cloak & Dagger, basata sugli omonimi personaggi dei fumetti, con un ordine di una stagione completa per il 2018. Il network ha definito la serie come una "storia d'amore di supereroi" indirizzata al pubblico dei "becomers" (fascia d'età tra i 14 e 34 anni).

### Espansione ad altri media
Nel 2010 è stato distribuito il primo fumetto tie-in ufficiale. Il direttore creativo della Marvel Entertainment Joe Quesada ha spiegato il suo piano per ampliare il MCU nei fumetti nel novembre 2014, affermando che "per i 'non iniziati' i fumetti del MCU saranno delle storie ambientante nella continuity cinematografica. Non saranno necessariamente degli adattamenti diretti dei film, ma forse qualcosa che è accaduto fuori dallo schermo o che è stato solo menzionato nel film, e noi racconteremo quella storia... i ragazzi coinvolti nei film saranno coinvolti anche in queste storie. Non è che uno dei nostri autori vede il film e ha un'idea per il fumetto. No, queste storie vengono da molto in alto. Kevin Feige è coinvolto direttamente e in alcuni casi gli stessi sceneggiatori dei film sono coinvolti... hanno queste idee e le danno a qualcuno dei nostri autori oppure le scrivono loro direttamente".
Nell'agosto 2011 la Marvel ha annunciato una serie di cortometraggi direct-to-video chiamati Marvel One-Shots. Il co-produttore Brad Winderbaum ha affermato: "È divertente sperimentare con nuovi personaggi e nuove idee, ma più importante è per noi espandere il MCU e raccontare storie che esistono al di fuori delle trame dei film". Ogni cortometraggio è stato costruito in modo da dare più informazioni su un personaggio o su un evento visto nei film.
Nel marzo 2015 il vicepresidente della sezione animazione della Marvel, Cort Lane, ha affermato che sono in sviluppo dei tie-in d'animazione del MCU. Nel luglio seguente, i Marvel Studios hanno firmato un accordo con Google per produrre il finto telegiornale WHIH Newsfront, composto da una serie di video su YouTube usati come marketing virale per promuovere i film del MCU. Nel dicembre 2016 è stata annunciata una webserie in sei parti, Agents of S.H.I.E.L.D.: Slingshot, incentrata sul personaggio di Elena "Yo-Yo" Rodriguez, interpretato da Natalia Cordova-Buckley, e ambientata poco prima della quarta stagione di Agents of S.H.I.E.L.D.

### Pratiche commerciali
I Marvel Studios hanno sviluppato delle specifiche prassi aziendali per creare il loro universo condiviso, tra cui scegliere filmmaker considerati "inconsueti" dati i loro precedenti lavori. Feige ha spiegato tale scelta affermando: "Non devi aver diretto un film enorme e pieno di effetti speciali per fare un film enorme e pieno di effetti speciali per noi. Devi aver fatto qualcosa di unico e singolare", aggiungendo: "Ci è andata bene quando abbiamo scelto persone [come Jon Favreau, Joss Whedon, Kenneth Branagh e i fratelli Russo], che hanno fatto dei film molto molto buoni. Molto raramente uno di questi film è un grande blockbuster di supereroi". Quando devono ingaggiare un regista, i Marvel Studios solitamente hanno già un'idea di quello che vogliono, idea che viene presentata ai potenziali registi nel corso di diversi incontri, nei quali l'idea viene discussa e sviluppata; "e se nel corso di tre o quattro o cinque incontri [i registi] riescono a migliorare l'idea che gli avevamo proposto all'inizio, solitamente ottengono il lavoro".
Joe e Anthony Russo, parlando del processo grazie al quale hanno ottenuto la regia di Captain America: The Winter Soldier, hanno spiegato di essersi incontrati con lo studio quattro volte nel giro di due mesi, "entrando ogni volta sempre più nello specifico riguardo alla nostra visione del film", mettendo insieme "spezzoni di altri film, storyboard, pagine di sceneggiatura. Abbiamo realizzato un libro di 30 pagine in cui c'era scritto tutto quello che avremmo voluto fare con il personaggio, dal tema del film all'atmosfera allo stile di combattimento, a ciò che ci piaceva del personaggio e ciò che non ci piaceva". In questo modo, una volta assunti, "il film era già pronto".

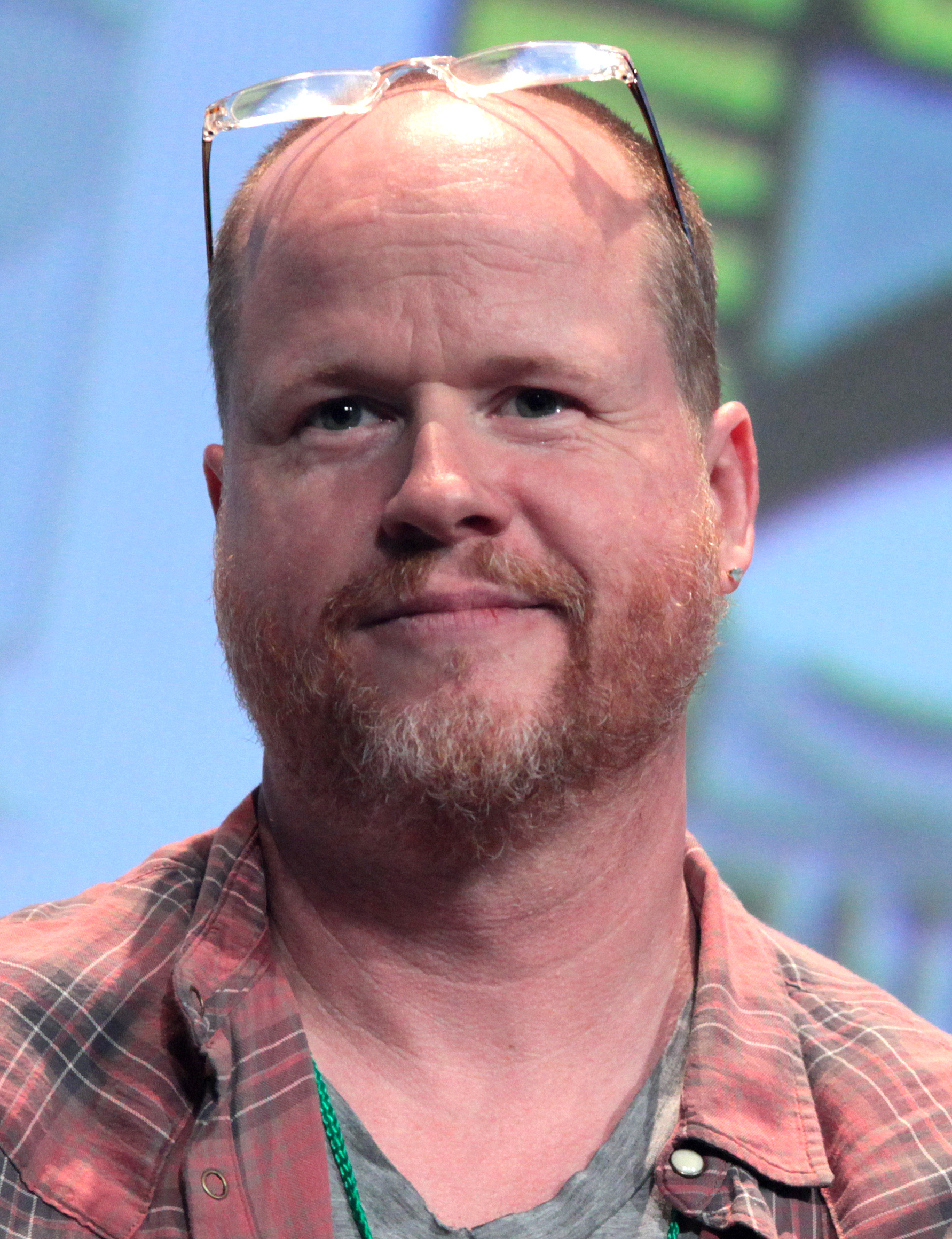
Joss Whedon, collaboratore creativo ai film della "Fase Due" e autore del lancio della prima serie tv del MCU, Agents of S.H.I.E.L.D.

Quando lo studio ha ingaggiato Kenneth Branagh e Joe Johnston per dirigere Thor e Captain America - Il primo Vendicatore, si è assicurato che entrambi i registi fossero aperti all'idea di un universo condiviso, e che avrebbero dovuto includere delle scene di preparazione al film degli Avengers. Joe Russo ha affermato: "È questa la cosa bella di inserire collegamenti a un universo più grande. 'Cosa possiamo preparare per il futuro?' Continui a pensare idee che non influiranno solo sul tuo film, ma che potrebbero avere conseguenze anche in altri film... è una sorta di tappeto di sceneggiatori e registi che lavorano insieme per creare questo universo". Anthony Russo ha aggiunto: "La cosa interessante riguardo al MCU, allo stesso modo dei fumetti, è che si tratta di un universo inter-connesso molto vasto, in cui i personaggi avranno le loro ascese e le loro cadute, e passeranno la responsabilità ad altri personaggi. Con il proseguimento dell'universo cinematografico, cominci a vedere che questo universo adotta lo stesso schema dell'universo dei fumetti, in cui alcuni personaggi dicono addio e altri prendono il loro posto. Il modo in cui avviene questo passaggio di responsabilità è parte del divertimento".
I Marvel Studios inoltre stipulano dei contratti per più film con gli attori, tra cui Samuel L. Jackson, che nel 2009 ha firmato un contratto "senza precedenti" per nove film. Nel luglio 2014 Feige ha spiegato che lo studio fa firmare contratti per più film a tutti gli attori, di norma per tre film o più. I loro contratti prevedono inoltre una clausola che permette alla Marvel di usare fino a tre minuti di una performance di un attore da un film all'altro come "materiale di collegamento". Alla Marvel Television, attori come Charlie Cox (Matt Murdock / Daredevil in Daredevil) e Adrianne Palicki (Bobbi Morse in Agents of S.H.I.E.L.D.) sono contrattualmente obbligati ad apparire in un film Marvel se gli venisse chiesto.
Nell'agosto 2012, Joss Whedon ha firmato un contratto di esclusiva con la Marvel fino al giugno 2015 per "contribuire creativamente" ai film della "Fase Due" e per sviluppare la prima serie televisiva del MCU. Nel marzo 2013, Whedon ha spiegato le sue responsabilità come supervisore, affermando: "Conosco quello a cui Kevin [Feige] vuole arrivare e quello che vuole fare, leggo le sceneggiature, guardo il montaggio, parlo con i registi e gli sceneggiatori e do la mia opinione. Occasionalmente ci può essere qualche riscrittura". I fratelli Russo e gli sceneggiatori Christopher Markus e Stephen McFeely, parlando del processo per arrivare ad Avengers: Infinity War, hanno rivelato di parlare "con i registi e gli sceneggiatori degli altri film della 'Fase Tre' su base quasi settimanale, per essere sicuri che tutto sia al posto giusto", e hanno spiegato che c'è una "linea rossa da Winter Soldier, attraverso Civil War fino a Infinity War, e che film come Doctor Strange e Thor: Ragnarok sarebbero serviti per preparare il terreno per il culmine di Infinity War. Similmente Marco Ramirez, showrunner della serie televisiva The Defenders, si è consultato con gli showrunner delle serie televisive individuali di Netflix, facendo leggere loro le sceneggiature degli episodi e chiedendo suggerimenti e consigli su come gestire i personaggi. Nell'aprile 2017, James Gunn ha annunciato che, oltre a scrivere e dirigere Guardiani della Galassia Vol. 3, avrebbe lavorato con Feige per supervisionare i film dell'universo "cosmico" dei Marvel Studios.

## Film
I Marvel Studios distribuiscono i loro film in gruppi chiamati "Fasi".

### Saga dell'infinito
Le prime tre fasi sono note collettivamente come la "Saga dell'infinito" (Infinity Saga). I film della "Fase Uno" sono Iron Man (2008), L'incredibile Hulk (2008), Iron Man 2 (2010), Thor (2011), Captain America - Il primo Vendicatore (2011) e The Avengers (2012). La "Fase Due" è composta da Iron Man 3 (2013), Thor: The Dark World (2013), Captain America: The Winter Soldier (2014), Guardiani della Galassia (2014), Avengers: Age of Ultron (2015) e Ant-Man (2015). Le pellicole della "Fase Tre" sono Captain America: Civil War (2016), Doctor Strange (2016), Guardiani della Galassia Vol. 2 (2017), Spider-Man: Homecoming (2017), Thor: Ragnarok (2017), Black Panther (2018), Avengers: Infinity War (2018), Ant-Man and the Wasp (2018), Captain Marvel (2019), Avengers: Endgame (2019) e Spider-Man: Far from Home (2019).

### Saga del multiverso
Le successive tre fasi sono note collettivamente come la "Saga del multiverso" (Multiverse Saga), e includono anche serie televisive su Disney+. I film della "Fase Quattro" sono Black Widow (2021), Shang-Chi e la leggenda dei Dieci Anelli (2021), Eternals (2021), Spider-Man: No Way Home (2021), Doctor Strange nel Multiverso della Follia (2022), Thor: Love and Thunder (2022) e Black Panther: Wakanda Forever (2022). La "Fase Cinque" è composta da Ant-Man and the Wasp: Quantumania (2023), Guardiani della Galassia Vol. 3 (2023), The Marvels (2023), Deadpool & Wolverine (2024), Captain America: Brave New World (2025) e Thunderbolts* (2025). Le pellicole della "Fase Sei" sono I Fantastici Quattro - Gli inizi (2025), Spider-Man: Brand New Day (2026), Avengers: Doomsday (2026) e Avengers: Secret Wars (2027).

## Serie televisive

### Marvel Entertainment
ABC Studios, in collaborazione con Marvel Entertainment (attraverso la prima incarnazione di Marvel Television), ha prodotto numerose serie televisive ambientate nel MCU, prima attraverso la televisione terrestre sulla ABC, poi sui servizi di video on demand su Netflix e su Hulu, e infine sulla televisione via cavo su Freeform. Le serie sulla ABC sono Agents of S.H.I.E.L.D. (2013-2020), Agent Carter (2015-2016), e Inhumans (2017). Le serie su Netflix sono composte da Daredevil (2015-2018), Jessica Jones (2015-2019), Luke Cage (2016-2018), Iron Fist (2017-2018), The Defenders (2017), e The Punisher (2017-2019). Su Hulu è uscita la serie Runaways (2017-2019), mentre su Freeform Cloak & Dagger (2018-2019).

### Marvel Studios
A partire dalla "Fase Quattro", le serie televisive, pubblicate su Disney+, sono state incluse come parte delle "Fasi" insieme ai loro film. Le serie della "Fase Quattro" sono WandaVision (2021), The Falcon and the Winter Soldier (2021), la prima stagione di Loki (2021), la prima stagione di What If...? (2021), Hawkeye (2021), Moon Knight (2022), Ms. Marvel (2022), la prima stagione di I Am Groot (2022), e She-Hulk: Attorney at Law (2022). Le serie della "Fase Cinque" comprendono Secret Invasion (2023), la seconda stagione di I Am Groot (2023), la seconda stagione di Loki (2023), la seconda stagione di What If...? (2023), Echo (2024), Agatha All Along (2024), la terza e ultima stagione di What If...? (2024), la prima stagione de Il vostro amichevole Spider-Man di quartiere (2025), la prima stagione di Daredevil - Rinascita (2025) e Ironheart (2025). Le serie della "Fase Sei" sono Eyes of Wakanda (2025), Marvel Zombies (2025), Wonder Man (2025), la seconda stagione di Daredevil - Rinascita (2026), Vision Quest (2026) e la seconda stagione de Il vostro amichevole Spider-Man di quartiere (2026).

## Speciali televisivi
| Titolo                                   | Data di pubblicazione USA | Regia                 | Sceneggiatura                        |
| Fase Quattro                             | Fase Quattro              | Fase Quattro          | Fase Quattro                         |
| ---------------------------------------- | ------------------------- | --------------------- | ------------------------------------ |
| Licantropus                              | 7 ottobre 2022            | Michael Giacchino     | Heather Quinn e Peter Cameron        |
| Guardiani della Galassia Holiday Special | 25 novembre 2022          | James Gunn            | James Gunn                           |
| Fase Sei                                 |                           |                       |                                      |
| Speciale su The Punisher                 | 2026                      | Reinaldo Marcus Green | Reinaldo Marcus Green e Jon Bernthal |

## Marvel One-Shots
I Marvel One-Shots sono una serie di cortometraggi direct-to-video prodotti dai Marvel Studios, sono parte integrante della "Saga dell'infinito" e, tramite storie autoconclusive di breve durata, espandono il suddetto universo narrativo esplorando i retroscena o i personaggi visti nei film. I Marvel One-Shots sono stati pubblicati tra il 2011 e il 2018 come allegati alle edizioni Blu-ray e digitali di alcuni film.

## Webserie
| Serie                             | Stagione | Data primo episodio | Data ultimo episodio | Piattaforma     |
| --------------------------------- | -------- | ------------------- | -------------------- | --------------- |
| WHIH Newsfront                    | 1        | 2 luglio 2015       | 16 luglio 2015       | YouTube         |
| WHIH Newsfront                    | 2        | 22 aprile 2016      | 3 maggio 2016        | YouTube         |
| Agents of S.H.I.E.L.D.: Slingshot | 1        | 13 dicembre 2016    | 13 dicembre 2016     | ABC.com         |
| The Daily Bugle                   | 1        | 23 ottobre 2019     | 20 novembre 2019     | YouTube, TikTok |
| The Daily Bugle                   | 2        | 24 novembre 2021    | 29 aprile 2022       | YouTube, TikTok |

## Accoglienza

### Impatto culturale

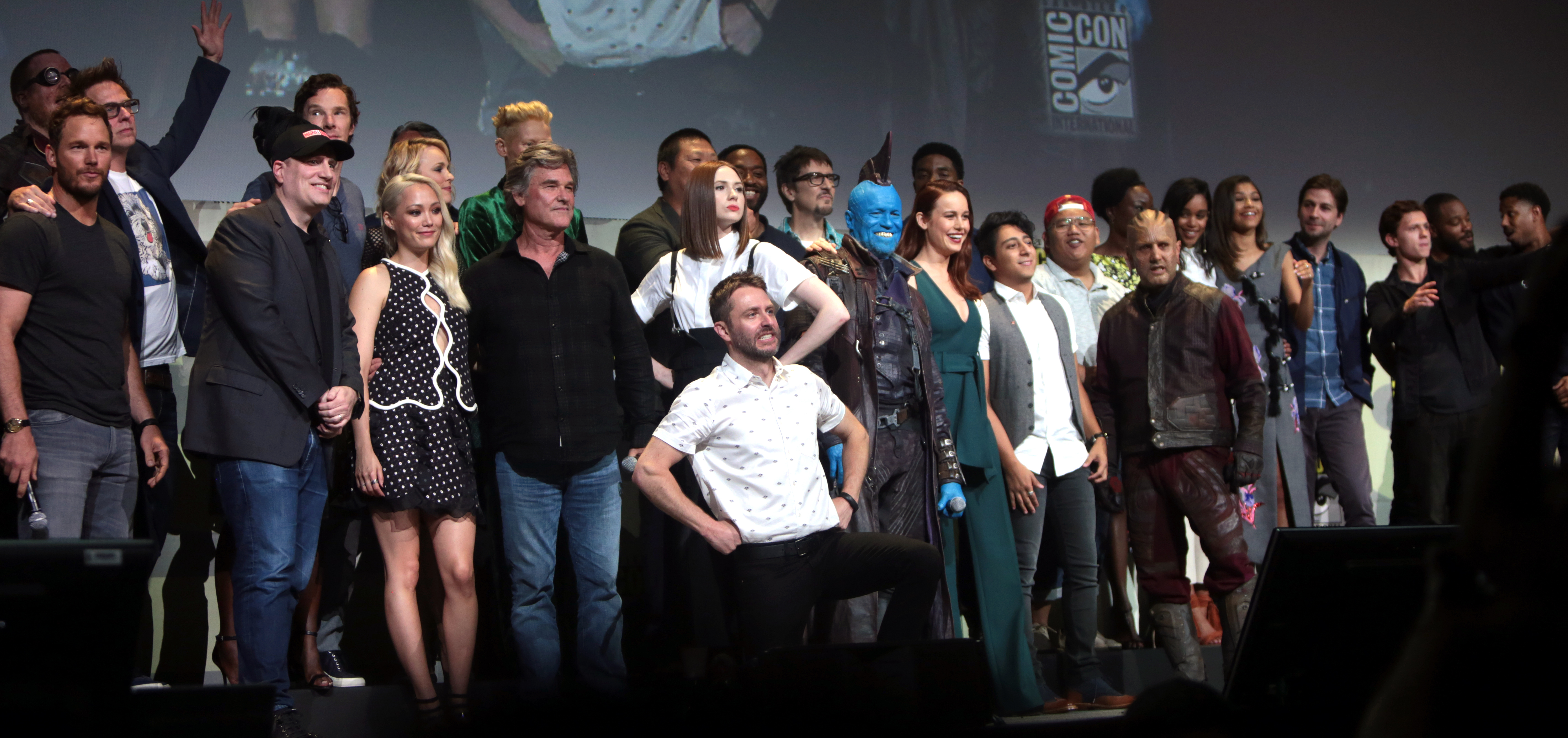
Attori e registi del MCU al San Diego Comic-Con International 2016

Nel settembre 2014 l'Università di Baltimora ha annunciato un nuovo corso incentrato sul Marvel Cinematic Universe, insegnato da Arnold T. Blumberg; il corso "Media Genres: Media Marvels" esaminava "il modo in cui la serie della Marvel di film e serie televisive interconnessi, oltre ad altri media e a riferimenti a fumetti e al monomito di Joseph Campbell sul viaggio dell'eroe, offre un importante sguardo sulla cultura moderna", oltre ai tentativi della Marvel di "stabilire un fattibile universo di trame, personaggi e storie secondarie".

### Impatto sugli altri studios
In seguito all'uscita di The Avengers, Tom Russo di Boston.com ha notato che, a parte novità occasionali come Alien vs. Predator (2004), l'idea di un universo condiviso non era mai stata sperimentata a Hollywood. Negli anni, il modello creato dai Marvel Studios è stato replicato dagli altri studios cinematografici che possiedono i diritti di altri personaggi dei fumetti. Nell'aprile 2014 Tuna Amobi, un analista di Standard & Poor's Equity Research Services, ha affermato che negli ultimi anni gli studios di Hollywood hanno cominciato a pianificare dei "mega-franchise" che si sviluppano negli anni, invece di lavorare su un blockbuster alla volta. Amobi ha aggiunto: "Un sacco di questi supereroi erano in disparte a prendere polvere. La Disney ha dimostrato che questo approccio può essere una miniera d'oro".
Tuttavia Doug Creutz, analista per Cowen and Company, ha affermato che con l'arrivo di altri studios e di altri "mega-franchise", l'attrazione del pubblico sarebbe diminuita col tempo: "Se la Marvel farà due o tre film all'anno, e la Warner Bros. farà minimo un film ogni anno, e la Sony farà un film all'anno, e anche la Fox farà lo stesso, riusciranno a sopravvivere in uno scenario del genere? Io non ne sono sicuro".

#### Warner Bros. Pictures
Nell'ottobre 2012 la Warner Bros. Pictures ha annunciato di aver pianificato un film sulla Justice League, unendo supereroi della DC Comics come Batman, Superman e Wonder Woman. La società avrebbe adottato un approccio opposto alla Marvel, distribuendo i film individuali per i personaggi dopo essere apparsi in un film di squadra. L'uscita de L'uomo d'acciaio nel 2013 è stato l'inizio di un nuovo universo condiviso, il DC Extended Universe (DCEU), che ha gettato le basi per la futura serie di film basati sulla DC Comics. Nel 2014 la Warner Bros. ha annunciato che, in modo simile a Disney e Marvel, avrebbero rivelato le date di uscita per i film con anni di anticipo.
Discutendo dell'apparente fallimento del primo film di squadra del DCEU, Batman v Superman: Dawn of Justice (2016), la giornalista Emily VanDerWerff ha osservato che mentre la Marvel ha uno "showrunner" simile a quello televisivo, Kevin Feige, "il visionario dietro l'intera Marvel", il DCEU ha il regista Zack Snyder, i cui film DC "sembrano partire dal presupposto che le persone siano arrivate non a vedere una storia individuale ma una lunga serie di anticipazioni per altre. È come se sapesse cosa deve fare ma non riuscisse a concentrarsi sul compito da svolgere". Successivamente, nel maggio 2016, la Warner Bros. ha affidato la supervisione del DCEU a Geoff Johns e al dirigente Jon Berg nel tentativo di "unificare gli elementi disparati dei film DC" ed emulare il successo della Marvel.

#### 20th Century Fox
Nel novembre 2012 la 20th Century Fox ha annunciato di voler creare un proprio universo condiviso con le proprietà Marvel in loro possesso, tra cui i Fantastici Quattro e gli X-Men, e Mark Millar è stato assunto come supervisore. Millar ha spiegato: "Alla Fox hanno pensato 'Abbiamo tra le mani diverse cose fantastiche. È un altro lato dell'universo Marvel. Proviamo a dare un po' di coerenza'. Quindi mi hanno chiamato per supervisionare tutto questo. Per incontrarmi con gli sceneggiatori e i registi e suggerire loro nuove idee e nuove proprietà con cui lavorare".
Tuttavia nel maggio 2014 Simon Kinberg, sceneggiatore di Fantastic 4 - I Fantastici Quattro, ha affermato che il film non è ambientato nello stesso universo degli X-Men, spiegando che "In nessuno dei film degli X-Men c'è un riferimento a un gruppo come i Fantastici Quattro, e i Fantastici Quattro hanno dei poteri, per cui sarebbe complicato per loro vivere in un mondo pieno di mutanti […] No, vivono in universi separati". Il 14 dicembre 2017 è stata ufficializzata l'acquisizione da parte della Disney di diverse proprietà di 20th Century Fox, tra cui i Fantastici Quattro e gli X-Men, che sarebbero entrati a far parte del Marvel Cinematic Universe.

#### Sony Pictures
Nel novembre 2013, la co-presidente della Sony Pictures Amy Pascal ha annunciato che lo studio aveva intenzione di espandere l'universo creato con la serie The Amazing Spider-Man, con degli spin-off incentrati sui personaggi di supporto dei film di Spider-Man, affermando: "Accederemo all'intero universo di personaggi di Spider-Man della Marvel". Il direttore della Sony Pictures Michael Lyndon ha aggiunto: "Abbiamo l'ambizione di creare un universo più grande intorno a Spider-Man". Nel dicembre 2013 la Sony ha annunciato i film su Venom e sui Sinistri Sei, entrambi ambientati nell'universo di The Amazing Spider-Man.
Tuttavia nel febbraio 2015, la Sony Pictures e i Marvel Studios, hanno annunciato un nuovo reboot del franchise di Spider-Man, con un nuovo film co-prodotto da Feige e Pascal, Spider-Man: Homecoming, uscito nel luglio 2017. Il nuovo film di Spider-Man è ambientato nel MCU ed è stato prodotto, distribuito, controllato e supervisionato dalla Sony Pictures. In seguito all'annuncio, i sequel di The Amazing Spider-Man sono stati cancellati. Nel marzo 2016 la Sony Pictures ha messo in sviluppo il film di Venom, uscito nell'ottobre 2018, per iniziare un nuovo franchise, il Sony's Spider-Man Universe.

## Altri media

### Specialilive action

#### Marvel Studios: Assembling a Universe
Il 18 marzo 2014 la ABC ha trasmesso uno speciale televisivo intitolato Marvel Studios: Assembling a Universe, dedicato alla storia dei Marvel Studios e alla creazione del MCU. Lo speciale include interviste esclusive e filmati dietro le quinte di tutti i film, degli One-Shot, di Agents of S.H.I.E.L.D. e anticipazioni sui film Avengers: Age of Ultron, Captain America: The Winter Soldier, Guardiani della Galassia e Ant-Man e su alcuni episodi di Agents of S.H.I.E.L.D. che non erano ancora stati trasmessi. Lo speciale è stato poi incluso nell'edizione home video della prima stagione di Agents of S.H.I.E.L.D. il 29 settembre 2014.

#### Marvel 75 Years: From Pulp to Pop!
Nel settembre 2014, il produttore esecutivo di Agents of S.H.I.E.L.D. Jeffrey Bell ha dichiarato che la ABC avrebbe mandato in onda uno speciale Marvel al posto di un episodio durante i primi dieci episodi della seconda stagione di Agents of S.H.I.E.L.D., in occasione dei 75 anni della Marvel Comics. A ottobre è stato annunciato che lo speciale era intitolato Marvel 75 anni: Da Pulp a Pop! (Marvel 75 Years: From Pulp to Pop!), e condotto da Emily VanCamp, interprete dell'Agente 13, andato in onda il 4 novembre 2014. Lo speciale include filmati dal dietro le quinte di Avengers: Age of Ultron e Ant-Man, oltre a filmati della serie televisiva Agent Carter precedentemente proiettati al New York Comic Con.

#### Marvel Studios: Expanding the Universe
Nel novembre 2019, Disney+ ha annunciato che la piattaforma di streaming avrebbe incluso Expanding the Universe, uno speciale che presenta uno sguardo alle serie televisive del MCU originali per Disney+, con interviste e concept art.

#### Bilibili New Year's Gala
Un'esecuzione orchestrale a tema Marvel di una versione estesa del tema Marvel Studios di Brian Tyler e del tema di Alan Silvestri da The Avengers, ha avuto luogo durante il Bilibili New Year's Gala cinese il 31 dicembre 2020, per promuovere le uscite cinematografiche Marvel Studios del 2021.

#### Marvel Studios' 2021 Disney+ Day Special
Uno speciale intitolato Marvel Studios' 2021 Disney+ Day Special, che guardava al futuro del MCU, è stato pubblicato su Disney+ il 12 novembre 2021, come parte della celebrazione del "Disney+ Day".

### Serie documentario

#### Marvel Studios: Legends
Nel dicembre 2020 è stata annunciata una serie di tipo documentaristico per la piattaforma di streaming Disney+ dal titolo Marvel Studios: Legends. La serie, sostanzialmente un clip show, riassume gli eventi riguardanti i vari eroi e cattivi del MCU fino a quel momento in prossimità dell'uscita di una serie o di un film a loro dedicati. Marvel Studios: Legends ha debuttato su Disney+ l'8 gennaio 2021 con i primi due episodi.

#### Marvel Studios: Assembled
Nel febbraio 2021 è stata annunciata un'altra docu-serie che esplora il dietro le quinte dei nuovi film e serie Marvel Studios. La serie, dal titolo Assembled, ha debuttato il 12 marzo 2021 con un episodio su WandaVision, con i successivi episodi pubblicati poco dopo l'uscita nelle sale di un film o la conclusione di una serie su Disney+.

#### Voices Rising: The Music of Wakanda Forever
Voices Rising: The Music of Wakanda Forever è una serie di documentari in tre parti che descrive nel dettaglio il processo di creazione della colonna sonora di Black Panther: Wakanda Forever. Sono stati presentati in anteprima su Disney+ il 28 febbraio 2023. La serie era stata programmata per essere rimossa il 26 maggio 2023, come parte degli sforzi della Disney per ridurre i costi dei contenuti, ma alla fine si è deciso di lasciarlo sulla piattaforma.

#### MPower
L'8 marzo 2023, in occasione della Giornata internazionale della donna, ha debuttato su Disney+ la docu-serie MPower, che racconta in quattro episodi delle donne della Marvel e di come hanno esordito nei fumetti Marvel Comics.

### Pubblicazioni
Sin dal lancio del franchise, a partire da Iron Man, con un adattamento del 2010, la Marvel Comics ha pubblicato diversi fumetti tie-in che espandono il canone dei film o si ispirano a essi, come affermato da Will Pilgrim dei Marvel Studios nel 2015. Uno dei titoli più celebri a tal riguardo è Le sette giornate di Fury, preludio al film The Avengers, che ha ispirato a sua volta il terzo episodio della serie MCU What If...?.
Nel settembre 2015 la Marvel ha annunciato il Guidebook to the Marvel Cinematic Universe, una serie di guide dedicate ai film del MCU. Ogni guida, contenente informazioni sui film, immagini e approfondimenti sulle differenze tra film e fumetto, è stata curata da Mike O'Sullivan e dal team dell'Official Handbook of the Marvel Universe, con copertine disegnate da Mike Del Mundo e Pascal Campion. Le guide, Guidebook to the Marvel Cinematic Universe: Marvel's Iron Man, Guidebook to the Marvel Cinematic Universe: Marvel's Incredible Hulk / Marvel's Iron Man 2, Guidebook to the Marvel Cinematic Universe: Marvel's Thor, Guidebook to the Marvel Cinematic Universe: Marvel's Captain America: The First Avenger e Guidebook to the Marvel Cinematic Universe: Marvel's The Avengers sono state pubblicate mensilmente da ottobre 2015 a febbraio 2016.

### Attrazioni
In seguito all'acquisizione da parte della Disney, i film dei Marvel Studios hanno cominciato a essere pubblicizzati all'attrazione "Innoventions" di Tomorrowland, a Disneyland. In occasione dell'uscita di Iron Man 3 è stata presentata la mostra Iron Man Tech Presented by Stark Industries, in cui sono state esposte diverse armature di Iron Man. È stato inoltre presentato un simulatore chiamato "Become Iron Man", basato su una tecnologia simile a Kinect. Nel videogioco Paul Bettany ha ripreso la voce di J.A.R.V.I.S. In occasione dell'uscita di Thor: The Dark World è stata creata la mostra Thor: Treasures of Asgard, mentre per Captain America: The Winter Soldier è stata realizzata la mostra Captain America: The Living Legend and Symbol of Courage.
Da maggio a settembre 2017 alla Queensland Gallery of Modern Art è stata organizzata la mostra "Marvel: Creating the Cinematic Universe", con artwork originali, scenografie dai film, costumi e immagini in movimento per portare in vita le connessioni del MCU, dando risalto agli artisti che lavorano agli storyboard, al design dei personaggi e agli effetti visivi del franchise.

#### Avengers S.T.A.T.I.O.N.
Nel maggio 2014, al Discovery Times Square Center, è stata aperta l'attrazione Avengers S.T.A.T.I.O.N., in cui sono stati esposti oggetti di scena dei film e repliche dei set; Titus Welliver ha ripreso il ruolo dell'agente Felix Blake. L'esibizione è stata chiusa nel settembre 2015. L'attrazione è stata aperta anche in Corea del Sud, in Francia e a Las Vegas. L'attrazione di Las Vegas comprendeva informazioni aggiornate sui personaggi per includere i film distribuiti dopo la chiusura dell'attrazione di New York, con Cobie Smulders che ha ripreso il ruolo di Maria Hill.

#### Guardians of the Galaxy – Mission: Breakout!
Al San Diego Comic-Con International 2016 è stato annunciato che la Tower of Terror di Disney California Adventure sarebbe stata sostituita con una nuova attrazione, Guardians of the Galaxy – Mission: Breakout!. Chris Pratt, Zoe Saldana, Dave Bautista e Benicio del Toro hanno ripreso i ruoli di Star-Lord, Gamora, Drax e il Collezionista da Guardiani della Galassia. L'attrazione è stata aperta al pubblico il 27 maggio 2017.

#### Avengers: Damage Control
Nell'ottobre 2019, i Marvel Studios e Industrial Light & Magic hanno annunciato l'esperienza in realtà virtuale Avengers: Damage Control. L'esperienza sarebbe stata disponibile per un periodo di tempo limitato a partire da metà ottobre 2019 in determinate sedi Void VR. In Avengers: Damage Control i giocatori possono assumere il controllo di una delle tute di risposta alle emergenze di Shuri, che combinano le tecnologie del Wakanda con quelle delle Stark Industries, per sconfiggere una minaccia insieme a Dottor Strange, Ant-Man e Wasp. Letitia Wright, Benedict Cumberbatch, Paul Rudd ed Evangeline Lilly hanno ripreso i loro ruoli, mentre Ross Marquand ha prestato la voce a Ultron, in sostituzione di James Spader. L'esperienza è stata estesa fino alla fine del 2019.

#### Marvel Studios' Infinity Saga Concert Experience
Marvel Studios' Infinity Saga Concert Experience è stata annunciata nel maggio 2024 da Disney Concerts, Marvel Studios e la Los Angeles Philharmonic Orchestra, e la sua anteprima è avvenuta il 30 e 31 agosto 2024 all'Hollywood Bowl. Il concerto, diretto dal direttore musicale e artistico della Philharmonic Gustavo Dudamel, ha visto l'esecuzione di una "partitura creata appositamente" di musica dai film della "Saga dell'infinito", come il tema di The Avengers e il tema "Portals" da Avengers: Endgame, accompagnate con immagini proiettate sullo schermo. La prima metà del concerto si è concentrata su singoli personaggi dei film, mentre la seconda metà su Avengers: Infinity War e Avengers: Endgame. Successivamente la Philharmonic ha suonato il tema di Michael Giacchino da I Fantastici Quattro - Gli inizi. Il concerto è previsto per andare in tour in tutto il mondo nel 2025.

### Videogiochi

#### Videogiochitie-in
Sin dall'inizio del franchise, sono stati pubblicati diversi videogiochi tie-in: Sega ha pubblicato Iron Man (2008), L'incredibile Hulk (2008) e Iron Man 2 (2010), basati sugli omonimi film, e successivamente Thor: God of Thunder (2011) e Captain America: Il super soldato (2011), basati rispettivamente su Thor e Captain America - Il primo Vendicatore, mentre Gameloft ha pubblicato Iron Man 3 (2013), basato sull'omonimo film.

#### Lego Marvel's Avengers
Il videogioco LEGO Marvel's Avengers è incentrato sugli eventi di The Avengers e Avengers: Age of Ultron. Il gioco contiene inoltre un livello dai film Captain America: Il primo Vendicatore, Iron Man 3, Thor: The Dark World e Captain America: The Winter Soldier, oltre a numerosi riferimenti ad altri personaggi e luoghi del MCU. La maggior parte dei dialoghi del gioco sono ripresi direttamente dai film, anche se diversi attori, tra cui Hayley Atwell, Clark Gregg, Colbie Smulders e Michael Peña, hanno registrato nuovo materiale appositamente per il videogioco. DLC del videogioco hanno aggiunto materiale e personaggi da Ant-Man, Captain America: Civil War e Agents of S.H.I.E.L.D. Il videogioco è stato pubblicato su diverse piattaforme il 27 gennaio 2016. L'universo di questo gioco è separato ma simile al MCU e non è lo stesso di LEGO Marvel Super Heroes e LEGO Marvel Super Heroes 2, il quale è una continuità a sé.